# Mamadou Diallo (Fußballspieler, 1982)

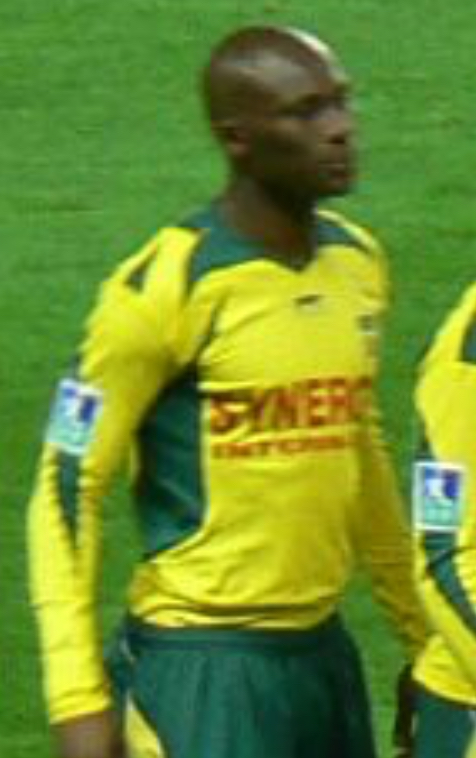
Mamadou Diallo während des Spiels AS Saint-Étienne – FC Nantes am 13. Spieltag der französischen Fußballmeisterschaft 2006–2007 am 11. November 2006 im Stade de la Beaujoire in Nantes

Mamadou Diallo (* 17. April 1982 in Bamako) ist ein ehemaliger malischer Fußballspieler. Der Stürmer stand zuletzt in Belgien bei Royale Union Saint-Gilloise unter Vertrag.

## Karriere

### Verein
Diallos Karriere begann in seiner Heimat Mali, wo er bis Juni 2003 für Centre Salif Keita auflief. Darauf wechselte er nach Algerien und unterschrieb bei USM Alger. Dort stand er bis zur Winterpause der Saison 2004/05 unter Vertrag. Im Januar 2006 unterzeichnete er einen Vertrag mit dem französischen Traditionsklub FC Nantes in der Ligue 1. Die damalige Ablösesumme belief sich auf 700.000 €. Bereits am 12. Januar 2005 gab er sein Debüt in der höchsten französischen Spielklasse gegen den SC Bastia. Damals wechselte ihn FCN-Trainer in der 78. Minute für Mamadou Bagayoko ein. Zwei Spieltage später, am 22. Januar, gelang dem Stürmer sein erster Ligatreffer auf europäischen Boden. Dieser reichte gegen den FC Toulouse nicht und nach 1:0-Führung verlor Nantes noch mit 1:2. Bei den grün-gelben wurde Diallo schnell Stammkraft neben Landsmann Mamadou Bagayoko. Nach dessen Abgang zur Folgesaison wurde er die Nummer 1 im Sturmzentrum des Klubs und kam 2005/06 auf 35 Einsätze. Nur Torhüter Mickaël Landreau absolvierte mehr Partien. Mit zehn Ligatoren war Diallo zudem mit Abstand bester Schütze seines Teams. In der Liga reichte es zum sicheren Klassenerhalt. Mit Ablauf der Spielzeit 2006/07 stieg Nantes als Tabellenletzter mit dem Verein ab. Zwar war Diallo zusammen mit Teamkameraden Dimitri Payet erneut bester Angreifer seiner Mannschaft, jedoch gelangen ihm auch nur vier Treffer in der Ligue 1. Vor Saisonbeginn kam es zu Aderlass und Abgänge wie Habib Bamogo und Jérémy Toulalan konnten nicht kompensiert werden. Zur Folgesaison entschied sich Diallo Frankreich wieder zu verlassen und unterschrieb beim Qatar Sports Club. Dort hielt es ihn nur ein Jahr und er schloss sich dem Al-Jazira Club an. Im Januar 2009 zog es den Stürmer wieder in die erste französische Liga, zu Le Havre AC. Erneut wurde er schnell zur Stammkraft, konnte den Abstieg in die Ligue 2 aber auch nicht verhindern. 2011 wechselte er zum Ligakonkurrenten CS Sedan und zwei Jahre später zu Stade Laval. Von 2015 bis 2017 ging Diallo für den AFC Tubize erfolgreich auf Torejagd. Zur Saison 2017/18 wechselte er weiter zu Royale Union Saint-Gilloise, einem Zweitligisten aus Brüssel.

### Nationalmannschaft
Diallo ist seit 2004 A-Nationalspieler Malis. Zuvor war er bereits Juniorenauswahlspieler und war Teilnehmer an der U-17-Fußball-Weltmeisterschaft 1999 in Neuseeland. Mit Mali nahm er an den Olympischen Spielen 2004 teil. Sein erstes Tor erzielte er am 6. Februar 2007 beim 3:1-Sieg seiner Mannschaft gegen die Auswahl Litauens. Für den Afrika-Cup 2008 war er nominiert, als Mali unglücklich nur wegen des schlechteren Torverhältnisses bereits in der Gruppenphase scheiterte. Während des Turniers kam der Stürmer zu zwei Einwechselungen. Sein Debüt bei der AM gab Diallo am 25. Januar 2008, als ihn Trainer Jean-François Jodar in der 74. Minute für Dramane Traoré einwechselte. Zwei Jahre später war er erneut im Aufgebot Malis bei der Afrikameisterschaft in Angola. Erneut reichte es aber nur zu zwei Kurzeinsätzen.